# Клочки (зупинний пункт, Україна)
Клочки́ — пасажирський зупинний пункт Коростенської дирекції Південно-Західної залізниці на лінії Коростень — Олевськ між станціями Коростень (11 км) та Лугини (9 км).
Розташований поблизу села Клочеве Коростенському районі Житомирської області.
Лінія Коростень — Олевськ була прокладена 1902 року. Зупинний пунк Клочки  виник 1940 року як роз'їзд. Станом на 1 жовтня 1941 року поселення підпорядковувалося Купищенській сільській раді Коростенського району. У 2016 році приймально-відправні колії було демонтовано і роз'їзд Клочки було і переведено до розряду зупинних пунктів.